# Diocesi di Muzuca di Bizacena
La diocesi di Muzuca di Bizacena (in latino Dioecesis Muzucensis in Byzacena) è una sede soppressa e sede titolare della Chiesa cattolica.

## Storia
Muzuca di Bizacena, identificabile con Henchir-Besra nell'odierna Tunisia, è un'antica sede episcopale della provincia romana di Bizacena.
Sono tre i vescovi attribuibili a questa diocesi africana. Alla conferenza di Cartagine del 411, che vide riuniti assieme i vescovi cattolici e donatisti dell'Africa romana, presero parte il cattolico Restituto e il donatista Idassio. Restituto è probabilmente da identificare con l'omonimo Vittore, indicato senza menzione della sede di appartenenza sulla lista dei partecipanti al sinodo celebrato in località incerta della Bizacena nel 418.
Il nome di Innocenzo figura al 42º posto nella lista dei vescovi della Bizacena convocati a Cartagine dal re vandalo Unerico nel 484; Innocenzo, come tutti gli altri vescovi cattolici africani, fu condannato all'esilio.
Dal 1933 Muzuca di Bizacena è annoverata tra le sedi vescovili titolari della Chiesa cattolica; dal 9 dicembre 2020 il vescovo titolare è Luka Sylvester Gopep, vescovo ausiliare di Minna.

## Cronotassi

### Vescovi residenti
- Restituto † (prima del 411 - dopo il 418 ?)
  - Idassio † (menzionato nel 411) (vescovo donatista)
- Innocenzo † (menzionato nel 484)

### Vescovi titolari
- Francis Xavier Fenech, O.F.M.Cap. † (8 maggio 1967 - 13 maggio 1969 deceduto)
- Jean-Marie-Joseph-Augustin Pasquier, O.M.I. † (29 maggio 1969 - 19 novembre 1982 nominato vescovo di Ngaoundéré)
- Anthony Sablan Apuron, O.F.M.Cap. (8 dicembre 1983 - 10 marzo 1986 nominato arcivescovo di Agaña)
- Paolo Mietto, C.S.I. † (1º luglio 1994 - 25 maggio 2020 deceduto)
- Luka Sylvester Gopep, dal 9 dicembre 2020